# Rąty
Rąty, dodatkowa nazwa w języku kaszubskim Rątë, (niem. Ronti) – wieś kaszubska w Polsce, położona w województwie pomorskim, w powiecie kartuskim, w gminie Somonino, na turystycznym szlaku Wzgórz Szymbarskich i na północ od jeziora Rąty.
W latach 1975–1998 wieś administracyjnie należała do województwa gdańskiego.

## Integralne części wsi
| SIMC    | Nazwa         | Rodzaj    |
| ------- | ------------- | --------- |
| 0172600 | Kolańska Huta | osada     |
| 0172592 | Koszowatka    | część wsi |

## Historia miejscowości
Dawna wieś rycerska. Pierwszy raz wzmiankowana w 1241 gdy książę Sambor II darował całą kasztelanię goręczyńską, łącznie z Rątami biskupowi kujawsko-pomorskiemu Michałowi. Biskup nie cieszył się jednak długo darowizną. Odebrał mu ją skonfliktowany z nim książę Świętopełk II Wielki. Po chwilowej utracie w 1252 r. kasztelania wróciła ostatecznie do Pomorza w r. 1282. Po przejęciu Pomorza Wschodniego przez Zakon Krzyżacki, od 1311 r. dobra rycerskie w wójtostwie tczewskim. Po zwycięskiej wojnie Polski z Zakonem Krzyżackim, od roku 1466 w autonomicznej prowincji Prusy Królewskie, w roku 1569 włączonej bezpośrednio do Korony.
Właścicielami wsi w roku 1570 byli Marcin Rębowski i Piotr Pierzcha.
W roku 1772 w wyniku pierwszego rozbioru Polski w Królestwie Prus. Z końcem XVIII w majątek został rozparcelowany i nadany gburom w wieczystą dzierżawę. Od 1858 r. funkcjonowała we wsi szkoła ewangelicka, do której u schyłku XIX wieku uczęszczało 65 dzieci, kształconych przez jednego nauczyciela.  
Na koniec 1892 r wieś miała 150 mieszkańców, z tej liczby 95 osób posługiwało się językiem niemieckim jako ojczystym, a 55 osób kaszubskim. Wszyscy Niemcy byli ewangelikami, a wśród Kaszubów było 43 katolików i 12 ewangelików. 
Od 19 września 1906 r. do kwietnia 1907 r. w miejscowej szkole elementarnej odbył się strajk dzieci wyznania katolickiego przeciwko nauczaniu religii w języku niemieckim. Z uczestników strajku znane są nazwiska następujących dzieci: Ł., L., A. Letszkowscy, A., M., P. Plichtowie. Strajk był elementem znacznie większej akcji biernego oporu wobec pruskich władz szkolnych.
W roku 1910 miejscowość była podzielona narodowościowo praktycznie po połowie. Liczyła 199 mieszkańców, 100 Niemców i 99 Kaszubów.
Od roku 1920, na bazie postanowień Traktatu Wersalskiego w granicach Polski (z przerwą na lata II wojny światowej). W roku 1945, po klęsce III Rzeszy, ludność niemiecka, stanowiąca dotychczas znaczącą część mieszkańców wsi, została wysiedlona.